# The Reytons
 (février 2024).
La mise en forme du texte ne suit pas les recommandations de Wikipédia : il faut le « wikifier ».
Les points d'amélioration suivants sont les cas les plus fréquents :
- Les titres sont pré-formatés par le logiciel. Ils ne sont ni en capitales, ni en gras.
- Le texte ne doit pas être écrit en capitales (les noms de famille non plus), ni en gras, ni en italique, ni en « petit »…
- Le gras n'est utilisé que pour surligner le titre de l'article dans l'introduction, une seule fois.
- L'italique est rarement utilisé : mots en langue étrangère, titres d'œuvres, noms de bateaux, etc.
- Les citations ne sont pas en italique mais en corps de texte normal. Elles sont entourées par des guillemets français : « et ».
- Les listes à puces sont à éviter, des paragraphes rédigés étant largement préférés. Les tableaux sont à réserver à la présentation de données structurées (résultats, etc.).
- Les appels de note de bas de page (petits chiffres en exposant, introduits par l'outil «  Source ») sont à placer entre la fin de phrase et le point final[comme ça].
- Les liens internes (vers d'autres articles de Wikipédia) sont à choisir avec parcimonie. Créez des liens vers des articles approfondissant le sujet. Les termes génériques sans rapport avec le sujet sont à éviter, ainsi que les répétitions de liens vers un même terme.
- Les liens externes sont à placer uniquement dans une section « Liens externes », à la fin de l'article. Ces liens sont à choisir avec parcimonie suivant les règles définies. Si un lien sert de source à l'article, son insertion dans le texte est à faire par les notes de bas de page.
- La présentation des références doit suivre les conventions bibliographiques. Il est recommandé d'utiliser les modèles {{Ouvrage}}, {{Chapitre}}, {{Article}}, {{Lien web}} et/ou {{Bibliographie}}. Le mode d'édition visuel peut mettre en forme automatiquement les références.
- Insérer une infobox (cadre d'informations à droite) n'est pas obligatoire pour parachever la mise en page.

Pour une aide détaillée, merci de consulter Aide:Wikification.
Si vous pensez que ces points ont été résolus, vous pouvez retirer ce bandeau et améliorer la mise en forme d'un autre article.
The Reytons est un groupe britannique de rock indépendant formé en 2017 à Rotherham, dans le Yorkshire du Sud.
Le groupe est composé de Jonny Yerrell (chant), Joe O'Brien (guitare), Lee Holland (basse), et de Jamie Todd (batterie). Leur premier album, Kids Off the Estate, sorti le 12 novembre 2021 se classe onzième des UK charts pendant une semaine.
Le 20 janvier 2023, les Reytons sortent un nouvel album : What's Rock and Roll ? qui va rapidemment se placer premier des charts. Jonny Yerrell parle alors d'un « succès pour les gens normaux » et décrit le groupe comme « une bande de gars honnêtes et transparents ».
Le 26 janvier 2024, le groupe sort son troisième album, Ballad of a Bystander qui se hissera a la deuxième place des charts. Peu après cela, le groupe commence une tournée en Europe.

## Style musical
Pour beaucoup de fans et de journalistes, le succès des Reytons s'explique notamment par les thèmes triviaux abordés dans leurs chansons. A de rares exceptions près, toutes les chansons du groupe décrivent les aléas d'une vie banale (relations sur Internet, applications de rencontre, réseaux sociaux ...). Le groupe s'inspire ainsi de l'enfance qu'ils ont vécu dans les environs de Sheffield. Dans une interview donée à Absolute Radio, Jonny Yerrell et Lee Holland confient tous deux que leur chanson préférée du groupe est Kids Off the Estate, qui décrit la vie classique d'un adolescent du Yorshire.
Jonny Yerrell chante avec un accent caractéristique du Yorkshire et intègre régulièrement de l'argot ou des expressions typiques ( feyt pour fight, writ me sen pour write myself, ...) dans ses textes. Le nom du groupe est d'ailleurs de l'argot qui désigne the right ones, qui se traduit par les fous ou les idiots. 

## Discographie

### Albums studios
- 2021 : Kids Off the Estate
- 2023 : What's Rock and Roll?
- 2024 : Ballad of a Bystander

### EPs
- 2017 : It Was All So Monotonous
- 2017 : K.O.T.E.
- 2018 : Alcopops & Charity Shops
- 2021 : May Seriously Harm You and Others Around You